# تایتزویل (نیوجرسی)
تایتزویل (به انگلیسی: Titusville) یک منطقهٔ مسکونی در ایالات متحده آمریکا است که در هاپول، نیوجرسی واقع شده‌است. تایتزویل ۲۶ متر بالاتر از سطح دریا واقع شده‌است.